# Château de Montplaisant (Isère)
Pour les articles homonymes, voir Château de Montplaisant.
Le château de Montplaisant est une ancienne maison forte de la fin du XIIIe ou du début du XIVe siècle, plusieurs fois remaniée, qui se dresse sur la commune de Saint-Hilaire-de-Brens dans le département de l'Isère, en région Auvergne-Rhône-Alpes.
Au titre des monuments historiques, les façades et les toitures du château font l'objet d'une inscription et la chapelle y compris les peintures murales font l'objet d'un classement par arrêté du 23 février 1977.

## Situation et accès
Le château et son domaine est situé dans la partie méridionale de la commune de Saint-Hilaire-de-Brens. Il domine le territoire de la commune voisine de Vénérieu, non loin du lac de Moras, tel qu'il est présenté selon les références toponymiques fournies par le site géoportail de l'Institut géographique national.
Le site est accessible depuis le centre-ville de Bourgoin-Jallieu par la RD 208, la RD522, puis la RD65 en direction de Crémieu. le château domine le bourg, accessible par la RD65f. la gare ferroviaire la plus proche est la gare de Bourgoin-Jallieu.

## Historique
Le château de Montplaisant fut le fief de la famille de Loras pendant 700 ans[réf. nécessaire]. Les Loras furent l’une des plus puissantes familles du Dauphiné[réf. nécessaire] et l'une des plus anciennes maisons chevaleresques de la province .
Le château a été construit à partir de 1280 par la famille de Loras[réf. nécessaire] sur les ruines d’un ancien castel dont il subsiste encore quelques éléments de remparts. Sa configuration originelle est simple : un quadrilatère de 30 mètres par 30, avec un donjon, des remparts, un fossé et un pont-levis. Les guerres incessantes entre le Dauphiné et la Savoie imposent cette architecture austère et défensive.
Le château est régulièrement ouvert à la visite en été ou lors des journées du patrimoine.
La cheminée porte une marque discrète en bas à gauche, symbole secret marquant un lien avec l'ordre des templiers puis celui de Malte.
Les dépendances (bâtiments agricoles) abritent une activité indépendante toujours d'actualité qui a conduit à la construction d'une magnifique structure pour abriter matériel et récoltes.
Après avoir été propriété délaissée de l'état, le corps de logis fait l'objet d'une rénovation intéressante depuis quelques années, ce qui en assure la sauvegarde.

## Description
Le château de Montplaisant se compose d'un massif donjon de plan barlong. La base de ce dernier est talutée et il pourrait avoir été un temps isolé, même si la présence au rez-de-chaussée d’une porte laisse supposer que dès l’origine l’on songeait le compléter par une clôture,.

## Sources et bibliographie
Les archives de la famille de Loras sont conservées aux Archives du département du Rhône et de la métropole de Lyon (sous-série 1E). On y trouve notamment l'inventaire des titres de la seigneurie de Montplaisant.

## Galerie photo

Quelques photos du château de Montplaisant
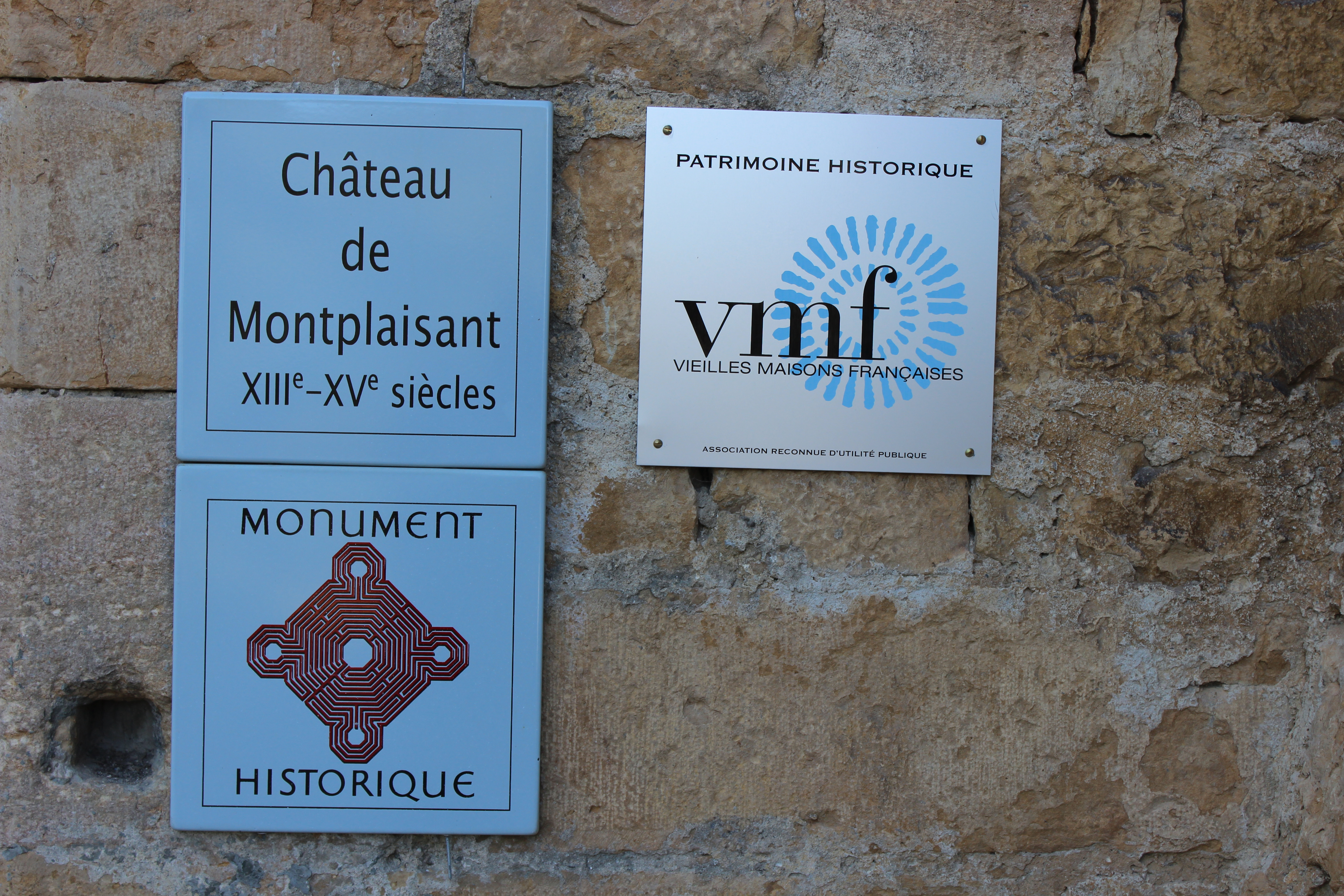
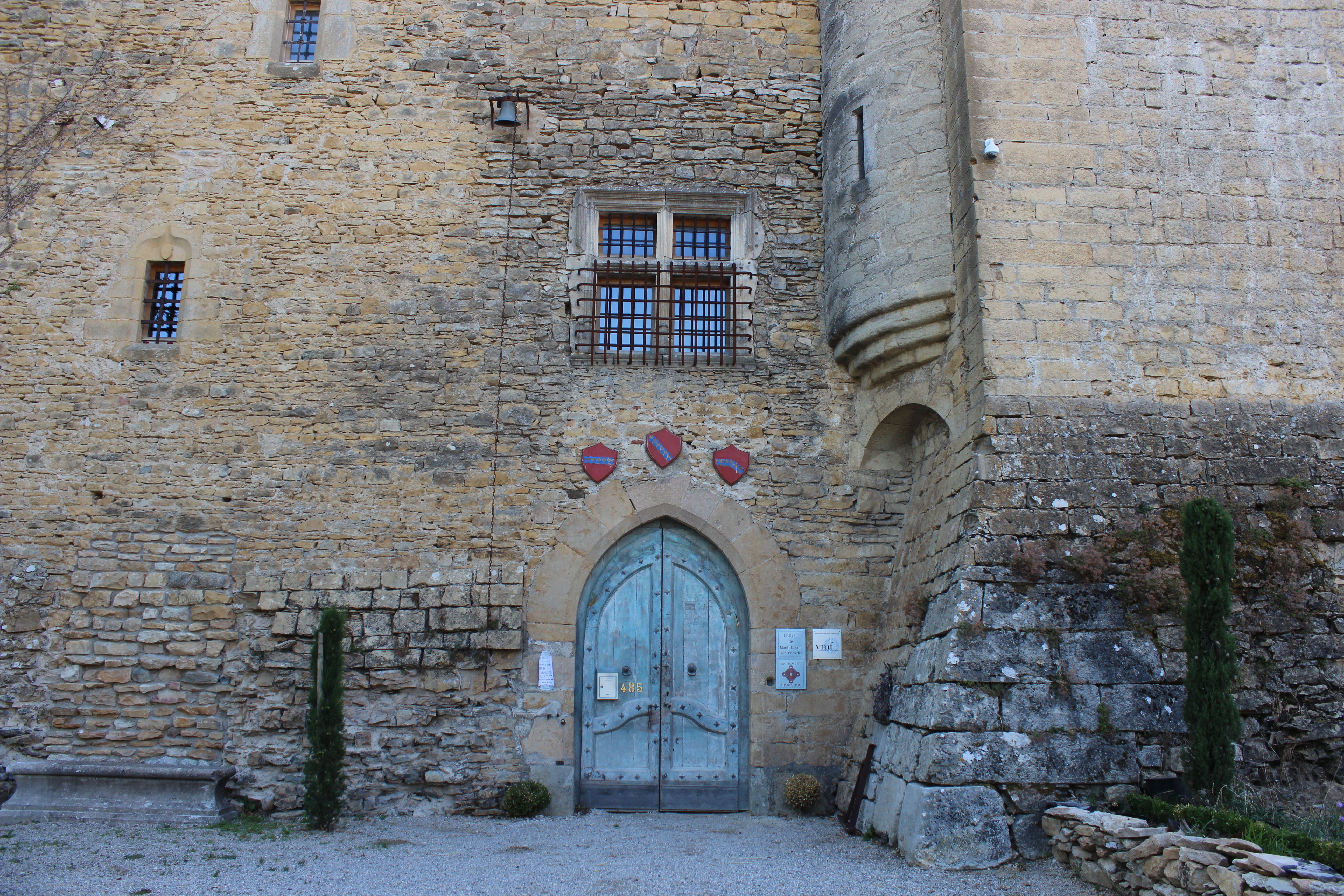
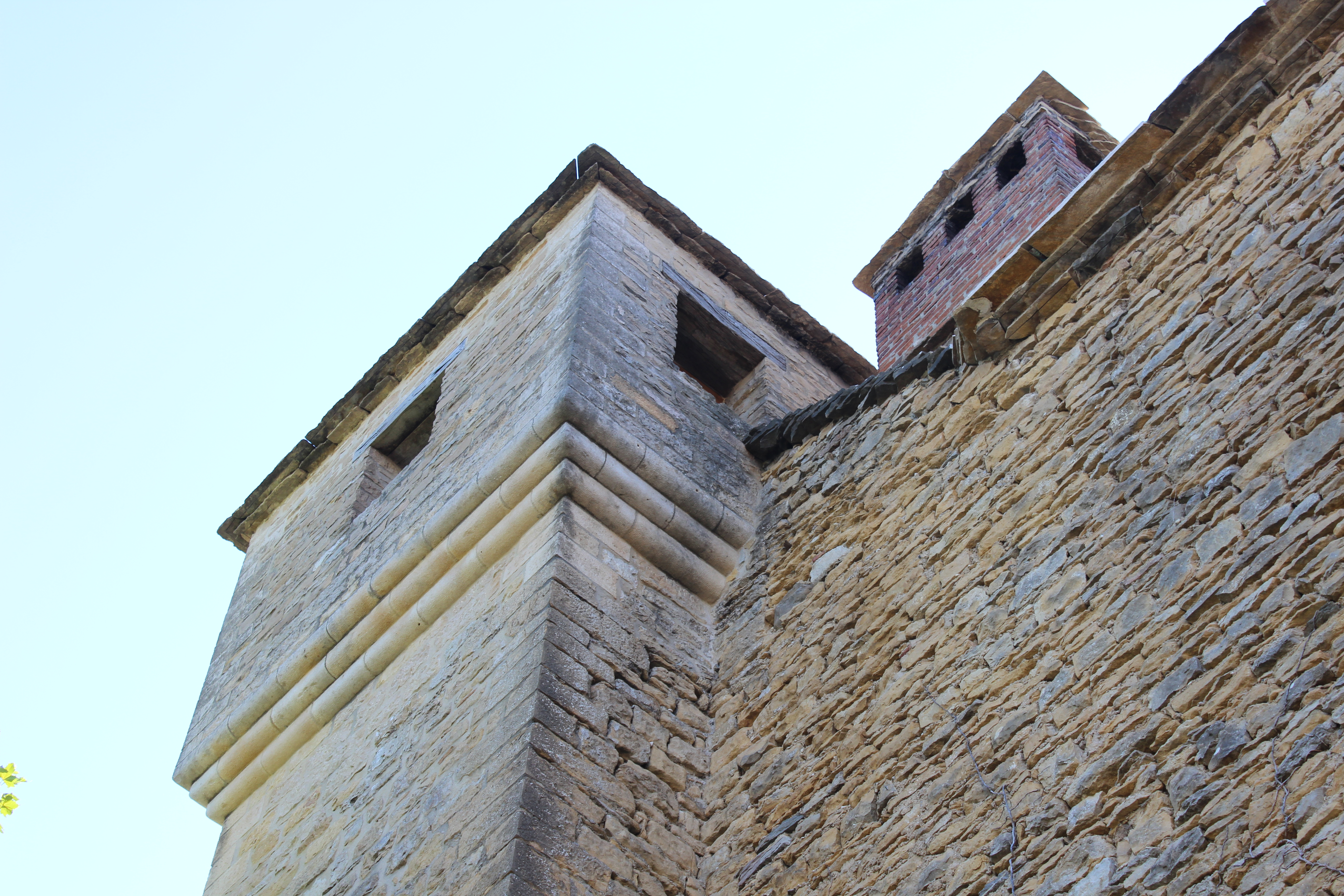

- Vue aérienne du châteauQuelques photos du château de Montplaisant